# Pseudocranae nana
Pseudocranae nana är en insektsart som först beskrevs av Willemse, C. 1932.  Pseudocranae nana ingår i släktet Pseudocranae och familjen gräshoppor. Inga underarter finns listade i Catalogue of Life.